# Bazsay Lajos
Bazsófalvi Bazsay Lajos, névváltozata: Bazsai (Budapest, 1886. augusztus 13. – Budapest, 1947. május 4.) színész.

## Élete
Bazsay Lajos cipészmester és Neuwirt Rozália fia. Középiskolai tanulmányait szülővárosában végezte, majd gépészmérnöknek készült és a Műegyetemen tanult. Ezt egy év után abbahagyta és 1908-tól vidéki társulatoknál (Szabadka, Kecskemét, Kolozsvár) játszott. 1913-ban a Sziklay Kornél által irányított Városligeti Színházhoz szerződött igazgatóhelyettesnek. 1923 és 1925 között a Terézkörúti Színpad, 1928-tól 1932-ig az Új Színház, 1932-ben a Modern Kabaré, 1937-től haláláig a Nemzeti Színház tagja volt, ahol epizódszerepekben tűnt fel. Elsősorban komikus-és jellemszerepeket alakított.

## Magánélete
Első házastársa Katona Terézia (1887–1958) színésznő volt, akivel 1917. február 12-én Budapesten, az Erzsébetvárosban kötött házasságot. 1947-ben elváltak. Második felesége Brenner Irma volt.
Első házasságából származó fia: Bazsai Lajos (1909–1970).

## Főbb szerepei

### Színházi szerepei
- Puzsér (Molnár Ferenc: Doktor úr)
- Polacsek (Herczeg Ferenc: A három testőr)
- Harpagon (Molière: A fösvény)
- Rettegi Fridolin (Schönthan fivérek: A szabin nők elrablása)
- Biliczky kadét (Herczeg Ferenc: A dolovai nábob leánya)
- Róth bácsi (Földes I.: Hivatalnok urak).

### Filmszerepei
- Elnémult harangok (1916)
- Fehér galambok fekete városban (1923)
- Pénz áll a házhoz (1939) - Megyeri, Lajos utóda
- 5 óra 40 (1939) - írásszakértő
- Rákóczi nótája (1943)
- Egy fiúnak a fele (1943-44) - Vidáék inasa